# 1 000 kilomètres de Buenos Aires 1956
Navigation
Édition précédente Édition suivante
Les 1 000 kilomètres de Buenos Aires 1956, disputées le 29 janvier 1956 sur l'Autódromo Juan y Oscar Gálvez, sont la troisième édition de cette épreuve et la première manche du championnat du monde des voitures de sport 1956. Elles sont remportées par l'Officine Alfieri Maserati.

## Course

### Classement de la course
Voici le classement au terme de la course.
- Les vainqueurs de chaque catégorie sont signalés par un fond jauni.

| 1            | S + 3.0 | 31 | Officine Alfieri Maserati | Stirling Moss Carlos Menditéguy                  | Maserati 300S                            | 106 |
| 2            | S + 3.0 | 36 | Scuderia Ferrari          | Olivier Gendebien Phil Hill                      | Ferrari 857S                             | 104 |
| 3            | S 3.0   | 32 | Officine Alfieri Maserati | Jean Behra José Froilán González                 | Maserati 300S                            | 101 |
| 4            | S 1.5   | 4  |                           | Alejandro de Tomaso Carlo Tomasi (arz)           | Maserati 150S (en)                       | 97  |
| 5            | S 2.0   | 20 |                           | Enrique Muro Julio Pola                          | Ferrari 500 Mondial                      | 93  |
| 6            | S 3.0   | 26 |                           | Eduardo Kovacs-Jones Raul Jaras                  | Mercedes-Benz 300 SL                     | 90  |
| 7            | S 1.5   | 6  |                           | Isabelle Haskell Carlos Lostalo                  | Maserati 150S                            | 88  |
| 8            | S 3.0   | 24 |                           | Angel Maiocchi Lucio Bollaert                    | Ferrari 225 S                            | 85  |
| 9            | S + 2.0 | 43 |                           | Franco Bruno Carlos Bruno                        | Allard J2                                | 71  |
| Disqualifié  |         |    |                           |                                                  |                                          |     |
| 10           | S 1.5   | 3  |                           | Curt Delfosse Pedro Escudero                     | Gordini T15 Special                      | 70  |
| Abandons     |         |    |                           |                                                  |                                          |     |
| 11           | S + 3.0 | 43 | Scuderia Ferrari          | Juan Manuel Fangio Eugenio Castellotti           | Ferrari 410 Sport Scaglietti Spyder (en) | 89  |
| 12           | S 1.5   | 1  |                           | Jaroslav Juhan (de) José Félix Lopes             | Porsche 550 Spyder                       | 72  |
| 13           | S 3.0   | 33 | Officine Alfieri Maserati | Chico Landi Gerino Gerini                        | Maserati 300S                            | 68  |
| 14           | S + 3.0 | 44 | Scuderia Ferrari          | Luigi Musso Peter Collins                        | Ferrari 410 Sport Scaglietti Spyder      | 61  |
| 15           | S + 3.0 | 42 |                           | Roberto Bonomi Ernesto Florencio Castro Cranwell | Ferrari 375 MM                           | 59  |
| 16           | S 3.0   | 34 |                           | Luis Milán Ela Capotosti                         | Ferrari 625TF                            | 44  |
| 17           | S + 3.0 | 41 |                           | Celso Lara Barberis Godofredo Vianna             | Ferrari 375MM                            | 41  |
| 18           | S 3.0   | 30 | Scuderia Guastalla        | Lino Fayen (de) Joao Rozende Dos Santos          | Ferrari 750 Monza Spider Scaglietti      | 37  |
| 19           | S + 3.0 | 45 |                           | Enrique Saenz Valiente Jorge Camano              | Ferrari 375 Plus (en)                    | 35  |
| 20           | S 2.0   | 22 |                           | Maria Teresa de Filippis                         | Maserati A6GCS                           | 26  |
| 21           | S + 3.0 | 46 |                           | Carlos Najurieta César Rivero                    | Ferrari 375MM                            | 23  |
| 22           | S 1.5   | 5  |                           | Miguel Jantus Alberto Gomez                      | Gordini T15S                             | 23  |
| 23           | S 2.0   | 23 |                           | Ricardo Grandio Alberto Rodríguez Larreta        | Maserati A6GCS                           | 21  |
| 24           | S 3.0   | 25 |                           | Danilo Ciapessoni Cesar Reyes                    | Ferrari 225 Export                       | 16  |
| 25           | S 1.5   | 2  |                           | Tomas Mayol Juan Gobbi                           | Porsche 550 Spyder                       | 14  |
| 26           | S 3.0   | 21 |                           | Osvaldo Carballido Elias Carballido              | Austin-Healey 100M                       | 11  |
| 27           | S + 3.0 | 35 |                           | José Millet Miguel Schroeder                     | Jaguar C-Type                            | 3   |
| Non partants |         |    |                           |                                                  |                                          |     |
| 28           | S + 3.0 | 40 |                           | Jean Blanc Colette Duval Pedro Llano             | Talbot Lago T26GS                        |     |

## Classements du championnat à l'issue de la course
| Pos | Constructeur  | Points |
| --- | ------------- | ------ |
| 1   | Maserati      | 8      |
| 2   | Ferrari       | 6      |
| 3   | Mercedes-Benz | 1      |